# Бесед де Со
Бесед де Со (фр. Bessède-de-Sault) насеље је и општина у јужној Француској у региону Лангдок-Русијон, у департману Од која припада префектури Лиму.
По подацима из 2011. године у општини је живело 57 становника, а густина насељености је износила 3,79 становника/km². Општина се простире на површини од 15,04 km². Налази се на средњој надморској висини од 941 метар (максималној 1.412 m, а минималној 512 m).

## Демографија
| 1962. | 1968. | 1975. | 1982. | 1990. | 1999. | 2011. |
| ----- | ----- | ----- | ----- | ----- | ----- | ----- |
| 60    | 100   | 73    | 77    | 56    | 52    | 57    |

График промене броја становника у току последњих година